# Desaparecidos
Desaparecidos — панк-рок-группа из города Омаха, сайд-проект фронтмена группы Bright Eyes Конора Оберста, просуществовавшая два года. Группа получила вполне лестные отзывы после выхода и первого и последнего, на данный момент, студийного альбома Read Music/Speak Spanish в 2002 году.
Саунд группы и лирика Оберста значительно отличались от звучания Bright Eyes. По сравнению с ними пост-хардкорное звучание Desaparecidos выделено как: угловатое, энергичное и увлекательное.

## Название группы
Само слово Desaparecidos с испанского и португальского можно перевести как «пропавший без вести» и является отсылкой к людям, которые были арестованы правительственными войсками во времена Грязной войны, а затем исчезли бесследно. В период с 1976 по 1983 в Аргентине по разным причинам пропали около 30 тысяч человек.

## Состав группы
- Конор Оберст — вокал, гитара
- Landon Hedges — бас-гитара, вокал (позже сменен на Casey Scott)
- Matt Baum — ударные
- Denver Dalley — гитара
- Ian McElroy — клавишные

## Дискография

### Студийные альбомы
- Read Music/Speak Spanish (2002 · Saddle Creek Records)

### Синглы и EP
- The Happiest Place on Earth (2001 · Saddle Creek Records)
- What's New For Fall (2001 · Wichita Recordings)

### Компиляции
- NE vs. NC (2002 · Redemption Recording Co.)

песня: «What’s New for Fall»
- Saddle Creek 50 (2002 · Saddle Creek Records)

песни: "Man and Wife, the Latter (Damaged Goods), " «Popn' Off at the F»
- Punk Rock Strike Volume Three: Third Strike (2002 · Springman Records)

песня: «The Happiest Place On Earth»
- Liberation: Songs to Benefit PETA (2003 · Fat Wreck Chords)

песня: «Man and Wife, the Latter (Damaged Goods)»